# Phú Tân, Định Quán
Phú Tân là một xã thuộc huyện Định Quán, tỉnh Đồng Nai, Việt Nam.

## Địa lý
Xã Phú Tân có vị trí địa lý:
- Phía đông giáp huyện Tân Phú
- Phía tây giáp xã Phú Vinh
- Phía nam giáp xã Phú Lợi và xã Phú Vinh
- Phía Bắc giáp huyện Tân Phú và xã Thanh Sơn.

Xã Phú Tân có diện tích 44,82 km², dân số năm 1999 là 11.472 người, mật độ dân số đạt 256 người/km².

## Hành chính
Xã Phú Tân được chia thành 7 ấp: 1, 2, 3, 5, 6, 7, 8.

## Lịch sử
Ngày 23 tháng 6 năm 1994, chia xã Phú Hòa thành xã Phú Tân.